# Victime du silence
Victime du silence (She Woke Up Pregnant) est un téléfilm américain réalisé par James A. Contner et diffusé en 1996.

## Synopsis
Connie connaît le bonheur avec son mari Tom et leurs deux filles, jusqu'à ce que d'affreux cauchemars viennent la hanter : nuit après nuit, elle se voit victime de viol. À la suite d'un malaise, elle consulte un médecin qui lui apprend qu'elle est enceinte de deux mois. Connie est d'autant plus étonnée que Tom a subi une vasectomie. Elle essaye donc de comprendre et finit par se persuader qu'elle a été violée. Elle se souvient alors avoir été soignée chez le dentiste Roger Nolton, sous anesthésie générale. Interrogé par la police, il avoue avoir eu une liaison avec Connie et donne une conférence de presse au cours de laquelle il affirme avoir rompu avec elle en raison de son instabilité. Tom ne comprend pas le refus de Connie d'avorter, aussi prend-il du recul. Mais une ancienne actrice de films pornos lui avoue avoir été violée deux ans auparavant par Nolton[...]
À la fin du film, Connie installe une caméra dans le cabinet du Docteur Nolton et demande à une jeune femme belle et policière qui a des problèmes de dentition de prendre un rendez-vous chez lui pour que le juge regarde ensuite la vidéo et remarque que le Docteur Nolton est un violeur !

## Fiche technique
- Titre original : She Woke Up Pregnant
- Scénario : Michael O'Hara
- Durée : 91 min
- Pays :  États-Unis

## Distribution
- Michele Greene : Connie Loftis
- William R. Moses : Tom Loftis
- Lynda Carter : Susan Saroyan
- Theresa Saldana : Doris Cantore
- John P. Connolly : Ray Boyle
- Malcolm Stewart : Avocat
- Colleen Winton : Docteur
- Rachel Hayward : Jill Weitz
- Joe Penny : Docteur Roger Nolton
- Tamsin Kelsey : Molly Heinz
- Kathleen Renaud : Sarah Loftis
- Carl McKillup : Jessica Loftis
- James Crescenzo : Ron Isham
- Peter Williams : Policier en uniforme
- Stacy Grant : Tracy Price
- Ken Tremblett : Ric
- Jan D'Arcy (en) : Mère de Connie
- Jerry Wasserman : Juge Arnold Rolfe
- Judith Maxie : Juge #1
- Paul McGillion : Marshall